# Colonia Brigada Criminal
Colonia Brigada Criminal (título original en alemán: SOKO Köln) es una serie de televisión alemana estrenada el 22 de octubre del 2003 en la cadena ZDF.
El "SOKO" del título en alemán es una abreviatura para el término "Sonderkommission" (en español: Comisión de la Policía Especial), del equipo especial de investigación en Alemania.
La serie ha contado con la participación invitada de los actores Florentine Lahme, Rüdiger Vogler, Joachim Dietmar Mues, Wanja Mues, Tom Beck, Isolda Dychauk, Jannis Niewöhner, Rëné Steïnké, Antje Traue, Jorres Risse, Florian Bartholomäi, entre otros.

## Historia
La serie sigue a los oficiales de una unidad de crímenes de la Comisión Especial de la Policía y cómo buscan resolver los asesinatos ocurridos alrededor de Colonia, Alemania.

## Personajes

### Personajes principales
| Actor             | Personaje        | Ocupación                            | N.º de episodios | Duración        |
| ----------------- | ---------------- | ------------------------------------ | ---------------- | --------------- |
| Kerstin Landsmann | Vanessa Haas     | Inspectora                           | 227              | 2003-presente   |
| Sissy Höfferer    | Karin Reuter     | Detective en Jefe                    | 167              | 2008-presente   |
| Pierre Besson     | Matti Wagner     | Detective en Jefe del Equipo Adjunto | 81               | 2011 - presente |
| Lukas Piloty      | Jonas Fischer    | Detective Superintendente            | 74               | 2012 - presente |
| Anne Schäfer      | Sophia Mückeberg | Inspectora                           | 37               | 2013 - presente |

### Personajes recurrentes
| Actor          | Personaje    | Ocupación                 | N.º de episodios | Duración        |
| -------------- | ------------ | ------------------------- | ---------------- | --------------- |
| Thomas Clemens | Philip Kraft | Doctor / Patólogo Forense | 185              | 2005 - presente |

### Antiguos personajes principales
| Actor             | Personaje          | Ocupación         | N.º de episodios | Duración    | Estado | Causa                                            |
| ----------------- | ------------------ | ----------------- | ---------------- | ----------- | ------ | ------------------------------------------------ |
| Jophi Ries        | Frank Hansen       | Detective en Jefe | 150              | 2003 - 2011 | Muerto | murió tras ser herido al perseguir a un criminal |
| Lilia Lehner      | Julia Marschall    | Inspectora        | 104              | 2006 - 2013 | Viva   | se fue a los Estados Unidos                      |
| Hans Martin Stier | Ben Schneider      | Detective         | 96               | 2003 - 2012 | -      | -                                                |
| Steve Windolf     | Daniel Winter      | Inspector         | 92               | 2008 - 2012 | Vivo   | fue transferido a Hamburgo                       |
| Gundula Rapsch    | Alexandra Gebhardt | Detective         | 69               | 2003 - 2007 | -      | -                                                |
| Mike Hoffmann     | Tobias Berger      | Detective         | 69               | 2003 - 2007 | -      | -                                                |

### Antiguos personajes recurrentes
| Actor              | Personaje      | Ocupación  | N.º de episodios | Duración          | Estado | Causa                                                   |
| ------------------ | -------------- | ---------- | ---------------- | ----------------- | ------ | ------------------------------------------------------- |
| Jasmin Gerat       | Jale Beck      | Inspectora | 35               | 2005 - 2007       | -      | -                                                       |
| Clelia Sarto       | Daniela Fiori  | Inspectora | 22               | 2003 - 2004, 2011 | -      | -                                                       |
| Hans-Joachim Heist | Fritz Zatopek  | Sargento   | 10               | 2003 - 2005       | -      | -                                                       |
| Christian Heller   | Alexander Kern | Fiscal     | 15               | 2012 - 2013       | Viva   | obtuvo un trabajo en la Corte Internacional de Justicia |
| Siri Nase          | Hanna Bergmann | Inspectora | 15               | 2014 - 2015       | -      | -                                                       |
| Julia Malik        | Carla Schumann | Inspectora | 13               | 2005              | -      | -                                                       |

## Producción
La serie es uno de los spin-offs de la serie original SOKO 5113.
La serie ha contado con la participación de los directores Michael Schneider, Daniel Helfer, Axel Barth, Alexander Sascha Thiel, Torsten Wacker, Ulrike Hamacher y Christoph Eichhorn, entre otros. También ha contado con los escritores Mathias Aicher, Jörg Alberts, Christoph Benkelmann, Meriko Gehrmann, Michael Illner, Arne Laser, Jeanet Pfitzer, Sven Poser, Christoph Wortberg, entre otros...
La serie es filmada en Leverkusen-Rheindorf, Renania del Norte-Westfalia y en Colonia, Renania del Norte-Westfalia, Alemania.

### Crossovers
El 3 de abril del 2013 varios miembros de los equipos de SOKO: SOKO 5113, SOKO Leipzig, SOKO Köln (en español: Colonia Brigada Criminal), SOKO Wismar y SOKO Stuttgart, se reunieron en la serie SOKO - Der Prozess, un especial de cinco episodios, en donde los integrantes de la policía debían de resolver un caso de asesinato en el que un oficial de la policía había sido la víctima. Los cinco episodios fueron transmitidos en Alemania del 30 de septiembre del 2013 hasta el 4 de octubre del 2013.

### Emisiones en otros países
| País    | Título                   | Cadena              | Fecha de inicio | Fecha de finalización |
| ------- | ------------------------ | ------------------- | --------------- | --------------------- |
| España  | Colonia Brigada Criminal | -                   | -               | -                     |
| Francia | Section criminelle       | 2 de agosto de 2007 | -               | -                     |
| Italia  | Squadra Speciale Colonia | -                   | -               | -                     |